# Sitapha Savané
Sitapha Alfred Savané (Dakar, Senegal, 20 de agosto de 1978) es un exjugador de baloncesto senegalés y español, jugaba como pívot. Se retiró en mayo de 2018 en el Movistar Estudiantes de la Liga ACB, tras 18 años de profesional en España, 15 de ellos en la ACB. Es el actual presidente del C. B. Gran Canaria.

## Trayectoria como jugador
Savané se formó en la Academia Naval de la NCAA de Estados Unidos, donde permaneció tres temporadas. Al acabar su etapa universitaria da el salto al baloncesto español, fichando por el Menorca Bàsquet en la liga LEB, de allí pasó al Tenerife C. B. donde permaneció tres temporadas, las dos primeras en la liga LEB y la última en ACB ya como Unelco Tenerife.
En la temporada 2004-05 ficha por el C. B. Gran Canaria, club con el que permaneció ocho años seguidos, alcanzando la capitanía del club y varios récords del equipo. Hasta la temporada 2011-12 en la que se desligó del club grancanario.
El 16 de agosto de 2011 se incorporó al Club Joventut de Badalona también Liga ACB. Pasó tres buenas temporadas en el club verdinegro, destacando la campaña 2014-15, donde finalizó en segundo lugar en la clasificación de máximo taponador (1,58 por partido), además de promediar nueve puntos y tres rebotes por encuentro.
Al finalizar dicha temporada no renovó su contrato y volvió al C. B. Gran Canaria para la temporada 2015-16. Tras un año en Gran Canaria ficha por el Movistar Estudiantes. Al término de la temporada 2017-18 anunció su retirada, siendo en ese momento el jugador no nacido en España que más partidos había disputado en la liga ACB. Además hubo capturado 2015 rebotes, con un promedio de 4,13 rechaces por partido, encontrándose entre los 50 jugadores más reboteadores de la Liga. Y, con 499 tapones, era el quinto taponador histórico de la Liga.

## Tras la retirada
Desde 2018 hasta 2022 fue comentarista de la Liga ACB en Movistar+.
El 24 de agosto de 2022 fue nombrado presidente del C. B. Gran Canaria.
Además de su actividad relacionada con el deporte, ha estado interesado en la acción política y social, siendo portavoz de la Comunidad Negra Africana y Afrodescendiente en España (CNAAE) y habiendo participado en diversas actividades empresariales.

## Selección
Ha sido internacional absoluto con la selección de baloncesto de Senegal, participando en el Campeonato Mundial de Baloncesto de 2006.

## Distinciones personales
- Máximo taponador ACB 2003-04: 64 tapones; 2,13 por partido (Tenerife C. B.).
- Máximo anotador histórico del C. B. Gran Canaria.[5]
- Hijo adoptivo de la isla de Gran Canaria.[18]
- Retirada del dorsal 7 por parte del C. B. Gran Canaria.[19]